# Gédéon Baril
Gédéon Baril, né le 17 juillet 1832 à Amiens, mort le 3 juillet 1906, est un peintre, écrivain, illustrateur et caricaturiste français.

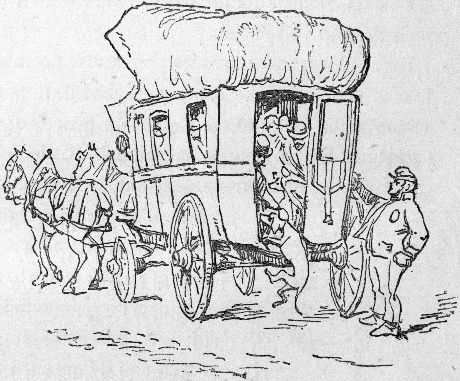
Illustration pour Dix heures en chasse (1881).

## Biographie
Gédéon Baril suit les cours du peintre Léon Cogniet à l'École des beaux-arts de Paris. Il collabore à plusieurs  journaux dont Le Hanneton, Le Soleil et participe à la création de La Lune.
Il est mobilisé lors de la guerre franco-allemande de 1870, et réalisera  une série de portraits charges sous le titre Nos vainqueurs.
Gédéon Baril collabore avec Lafleur et les Théâtres Amiénois de Cabotans. Ami de Jules Verne, il illustre Dix heures en chasse chez Hetzel en 1881.

## Publications
- Almanach des toqués, Pagnerre, 1863
- Les Femmes de Ménage, 18 lithografies, A. de Vresse éditeur, Paris, 1863
- Nos vainqueurs, 28 pages, dessins aquarellés, 1870
- Les Caquets du baquet, Lessive amiénoise, Imprimerie de T. Jeunet, 1887
- Les nourrices, A. de Vresse éditeur, Paris, 17 pages

## Exposition
- Caisse d'épargne de Picardie, du 27 mai au 10 juillet 2009